# Беркакіт
Беркакі́т — смт в Нерюнгринському улусі Якутії. 3 478 мешканців (2020). Залізнична станція на Амуро-Якутській магістралі, проходить автострада «Лена».
Беркакіт знаходиться за 7 км на південний схід від Нерюнгрі на правому березі річки Малий Беркакіт (басейн Алдану).
Назва селища походить від евенкійського слова «беркачі», що в перекладі позначає самостріл — мисливська пастка.
Виник у зв'язку з будівництвом до 1979 року залізничної магістралі Бамовська — Тинда — Беркакіт на Байкало-Амурській магістралі. Віднесений до категорії робітничих селищ у 1977.
Виконує функції транспортного центру. Населення зайняте в основних і допоміжних виробництвах залізничної станції Беркакіт. Є Будинок культури, середні загальноосвітні та музична школи, заклади охорони здоров'я, торгівлі та побутового обслуговування.

## Ресурси Інтернету
- Sakha.Gov.Ru — Беркакит [Архівовано 10 березня 2014 у Wayback Machine.]
- Сайт СЭПМ — Беркакит
- Лист топографической карты O-51-130-B